# Rue Joseph Van Camp
Pour les articles homonymes, voir Joseph et Van Camp.
La rue Joseph Van Camp (en néerlandais : Joseph Van Campstraat) est une rue bruxelloise de la commune de Schaerbeek qui va de la rue Nicolas Defrêcheux à l'avenue Monplaisir en passant par la rue Max Roos.

## Histoire et description
Cette rue porte le nom d'un homme politique schaerbeekois, Pierre Joseph Van Camp, né à Schaerbeek le 21 février 1864 et décédé à Schaerbeek le 28 mars 1952.
La numérotation des habitations va de 1A à 43 pour le côté impair, et de 2 à 42 pour le côté pair.